# نيك ميتز
نيك ميتز هو لاعب هوكي الجليد كندي، ولد في 16 فبراير 1914 في ويلكوس في كندا، وتوفي في 24 أغسطس 1990.

## وصلات خارجية
- نيك ميتز على موقع دوري الهوكي الوطني (الإنجليزية)
- نيك ميتز على موقع EliteProspects.com (الإنجليزية)
- نيك ميتز على موقع HockeyDB.com (الإنجليزية)
- نيك ميتز على موقع Hockey-Reference.com (الإنجليزية)